# Aramides
Aramides é uma género de aves gruiformes da família Rallidae, onde se classificam sete espécies de saracuras. Habitam zonas de mangue ou floresta tropical e temperada, sempre junto de rios, açudes, lagoas ou pântanos.

## Etimologia
"Saracura" origina-se do vocábulo tupi sara'kura, também pode ser usado para designar aves de outros gêneros de aparência semelhante, como a saracura-do-banhado (Pardirallus sanguinolentus) e a saracura-lisa (Amaurolimnas concolor).

## Características
As saracuras do género Aramides são aves de médio porte, de trinta a 45 centímetros de comprimento. Têm pescoço relativamente comprido e patas longas, de cor vermelha. Os dedos são fortes e longos, bem afastados entre si e terminam em pequenas garras. A plumagem é variável de espécie para espécie, mas todas têm o dorso verde-azeitona e a cauda curta de cor preta. Os olhos são grandes e vermelhos e o bico é amarelo-esverdeado.

## Hábitos

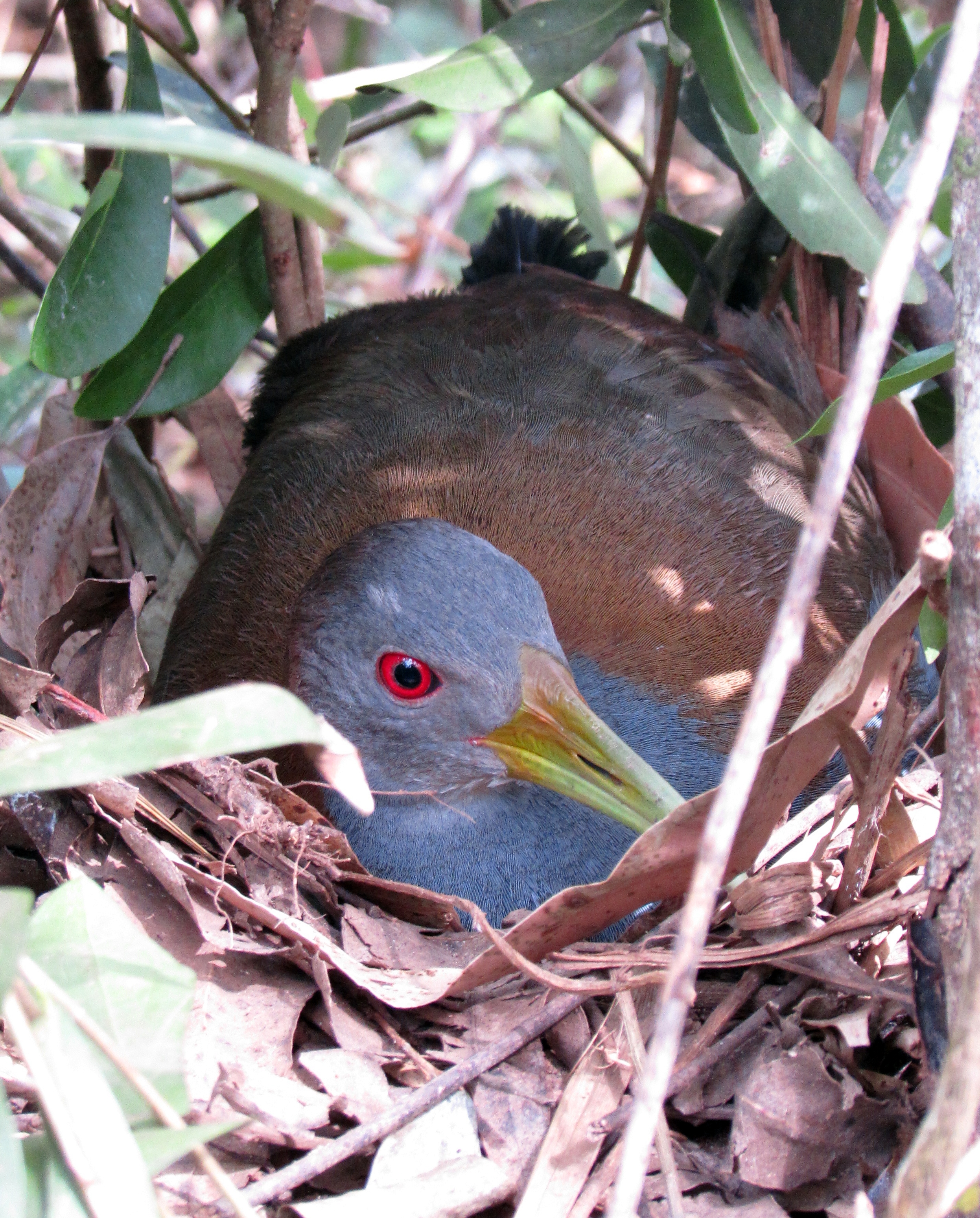
Saracura protegendo seu ninho

São aves de hábitos terrestres, mas com forte ligação a ambientes alagados, como banhados, manguezais e riachos. Preferem fugir de eventuais perigos correndo pela vegetação, em vez de voar. Quando se deslocam, mantêm a cauda curta erecta. Normalmente, dormem e nidificam em arbustos. O seu canto é estridente e pode ser ouvido em duetos ao amanhecer e entardecer ou antes das chuvas.

## Dieta
As aves do gênero Aramides se alimentam de pequenos animais como anfíbios, insetos, larvas, crustáceos ou pequenos peixes.

## Aramides gutturalis
Aramides gutturalis é um táxon de ave gruiforme da família Rallidae considerado atualmente inválido. Pensava-se que era uma espécie extinta endêmica do Peru. Após uma avaliação da AOU do único espécime conhecido em 2006 foi classificado como táxon duvidoso. A BirdLife International o retirou de sua lista de espécies extintas em 2009. Acredita-se que pode ser tanto um espécime mal formado de saracura-três-potes (Aramides cajanea) como uma subespécie de saracura-marrom (Aramides wolfi).